# Götz Teutsch

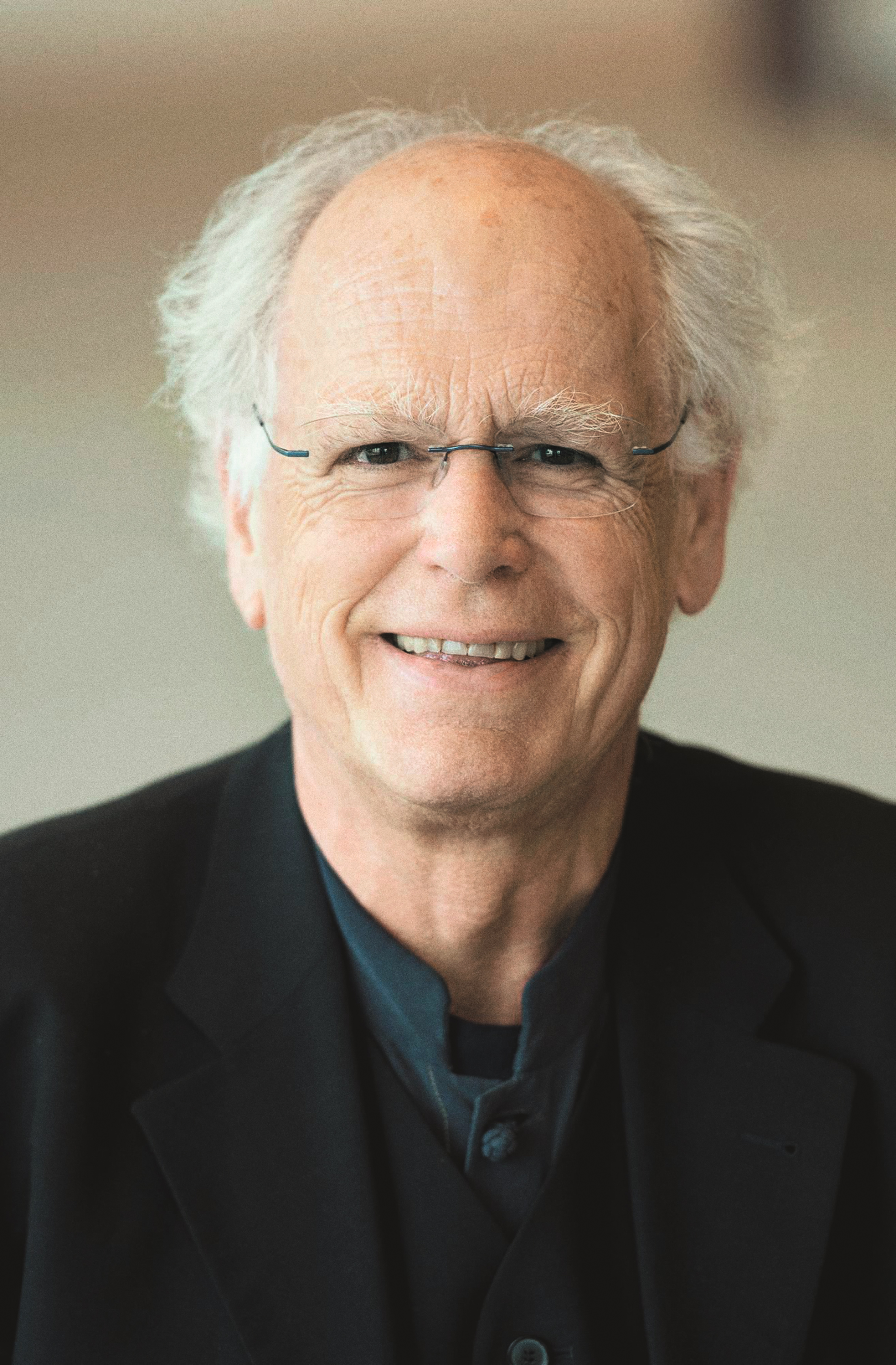
Götz Teutsch (2017)

Götz Teutsch (* 14. Juli 1941 in Hermannstadt, Siebenbürgen) ist ein deutscher Cellist.

## Leben
Götz Teutsch ist Urenkel von Georg Daniel Teutsch und Großneffe von Friedrich Teutsch. Er besuchte Schulen in Reps und Kronstadt sowie die Bergschule Schäßburg. Er studierte bei Dimitrie Gheorghe Dinicu (1898–1964) und Radu Aldulescu am Konservatorium „Ciprian Porumbescu“, aus dem die Nationale Musikuniversität Bukarest hervorging. Später war er bei Enrico Mainardi und Karl Richter. Das Radio-Sinfonieorchester Bukarest wählte ihn zum Solocellisten. 1970 von den Berliner Philharmonikern aufgenommen und seit 1976 Solocellist, spielte er unter den Chefdirigenten Herbert von Karajan, Claudio Abbado und Sir Simon Rattle. Die 12 Cellisten wurden unter anderem von ihm gegründet. Als Kammermusiker und Solist tritt er weltweit auf. Er hat sich eingehend mit der Aufführungspraxis Alter Musik befasst sowie Viola da gamba studiert. Er verließ die Philharmoniker und (als letztes Gründungsmitglied) die 12 Cellisten mit Beginn der Spielzeit 2006/2007. Mit bislang 45 Programmen gestaltet er seit 2000 im Kammermusiksaal der Berliner Philharmonie im Kulturforum Berlin den Philharmonischen Salon. Verheiratet ist er mit der Salzburger Pianistin Cordelia Höfer-Teutsch.

## Ehrungen

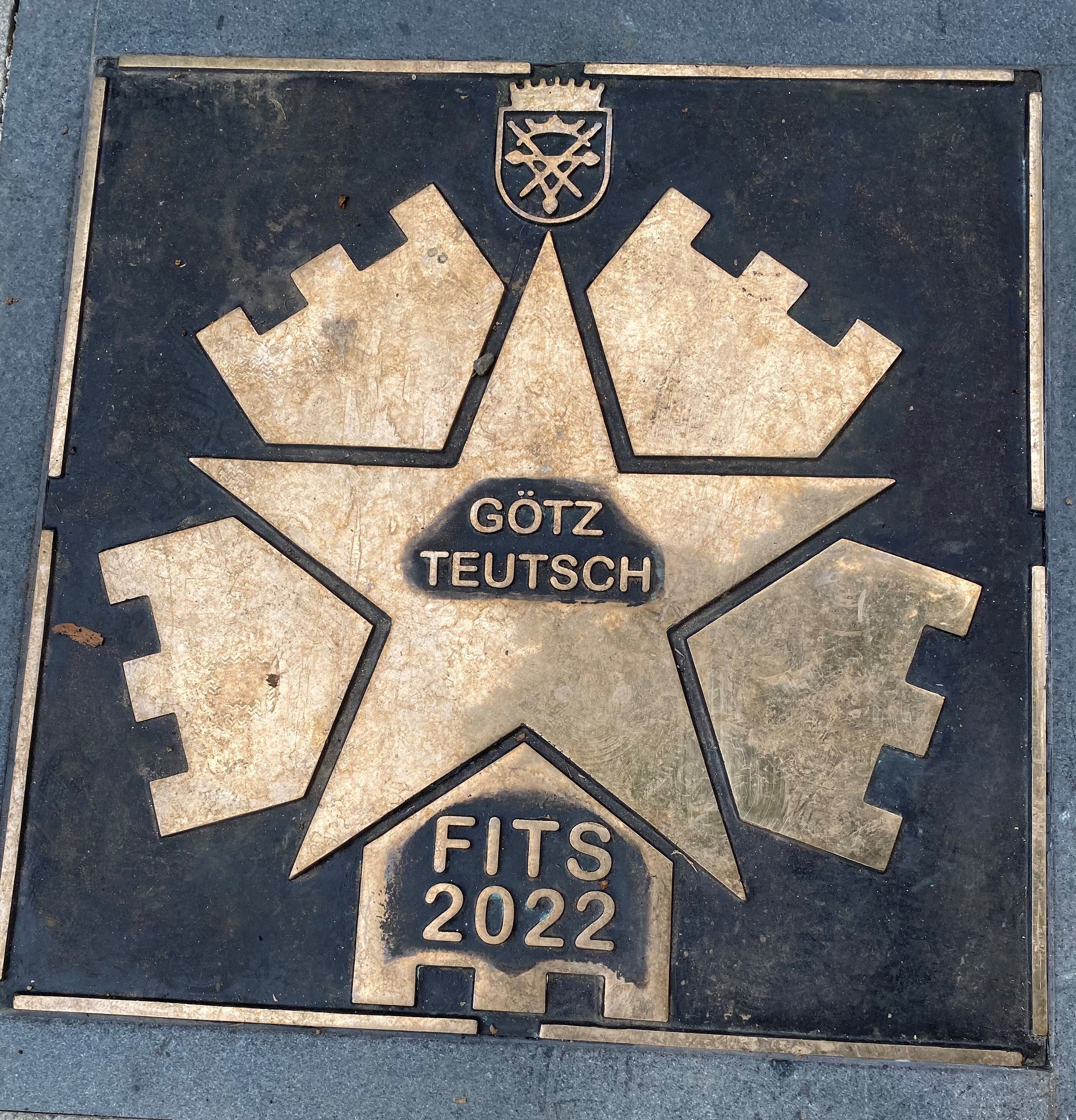
Walk of Fame in Hermannstadt

- Kultur-Verdienst-Orden (Rumänien), Offizier, Kategorie B (28. Februar 2022)
- Ehrenbürger von Hermannstadt (2022)
- Stern im Walk of Fame in Hermannstadt (5. Juli 2022)